# Велике Учно
Велике Учно (рос. Большое Учно) — присілок в Старорусському районі Новгородської області Російської Федерації.
Населення становить 84 особи. Входить до складу муніципального утворення Наговське сільське поселення.

## Історія
Від 2004 року входить до складу муніципального утворення Наговське сільське поселення.

## Населення
| 2010 |
| ---- |
| 84   |